# 定居
定居是指在固定的地方居住下來。如果是出国定居，意指永久性地到另外一个国家或地区居留，則属于国际移民的范畴。如华侨和外籍华人都是出国定居者，或者说属于移民。
指在某个地方固定的居住下来，多指牧民、渔民等时常迁移的人。既可以当名词又可以当动词，有安居之意。在生物学上，它也有独特的意义。